# 真世界アンバー
『真世界アンバー』（しんせかいアンバー 英: The Chronicles of Amber）は、アメリカの作家ロジャー・ゼラズニイによるファンタジー小説シリーズ。アンバーの王子コーウィンを主人公とした5部作と、コーウィンの息子マーリンを主人公とした新5部作（未訳）からなる。
フェアリー伝説が作品のモチーフに使用されている。

## あらすじ

### コーウィン5部作
コーウィンは記憶をなくした状態で、病院で目覚める。自分を入院させた妹であるというフロリメルの家を訪ね、末弟ランダムとともに影の中を移動し、レブマでパターンを歩いて記憶を取り戻す。兄弟のひとり・ブレイズと組んで、父王オベロン失踪後のアンバーの王位をねらう戦争を始めるが敗れて捕えられる。コーウィンは別の兄・エリックの戴冠を見届けたあとで目を潰され幽閉されるが、体組織再生能力で視力を取り戻し、アンバーの宮廷画家・ドワーキンの助けを借りて脱獄する。
アヴァロンに向かう途中の影でかつての家来ガネロンと出会い、黒い道から現れる闇の生き物と戦う。コーウィンはアヴァロンで長兄・ベネディクトとその曾孫のダラに出会い、アンバーで火薬として機能する宝石の削り滓を手に入れて銃撃隊を整備し、アンバーを攻めようとする。だが混沌の宮廷の軍に攻められるアンバーを見てその防御に転じる。アンバー防衛戦においてエリックの戦死を見届けて審判の宝石を譲られる。
コーウィンは王位に対して有利な立場に立つが、兄弟のひとり・ケインが謎の死を遂げる。遠い影に幽閉されるブランドを兄弟姉妹全員の努力で救い出すが、ブランドもコーウィンも何者かに刺される。
アンバーのパターンの背景にある真のパターンが、ブランドに刺されたランダムの息子マーティンの血で汚されており、それがアンバーに悪影響を与えていることがわかる。
ガネロンの助けでコーウィンは、審判の宝石を盗んだブランドによるアンバーの破壊を防ぎ、ガネロンの正体がオベロンであることを知る。オベロンは自分を犠牲にしてパターンを修復し、王位の決定を委ねたユニコーンはランダムを選ぶ。

### マーリン5部作
コーウィンとダラの息子マーリンを主人公とする。コーウィンは謎の失踪をしており、マーリンは影の地球で学校に行き、コンピューター会社に就職し、ひそかにトランプの原理に基づく意識を持ったコンピューターを開発している。毎年決まった日にマーリンは命を狙われ、ある日、元ガールフレンドが惨殺されているのを発見する。犯人を追うマーリンは、親友が実は敵であり、混沌のログルスとアンバーのパターンがともに意識を持ち、宇宙の主導権を巡って戦い続けていることを知る。さらに種違いの兄弟がマーリンを恨み、殺そうとする。母と義理の兄が企む混沌の宮廷の玉座争いに巻き込まれ、混沌とアンバーの両方の血を引くマーリンは、不毛な争いをやめさせ、父コーウィンを探し出す。

## 用語
アンバー
アンバーは多元世界の中心であり、唯一の真の世界である。アンバーの「影」として我々の住む地球を含めた無数の世界が存在する。
影
アンバーから投影される無限の平行世界は「影」と呼ばれ、程度の差こそあれ、アンバーと少しずつ異なっている。この違いの大きさは、比喩的に「アンバーからの距離」として表現される。また、アンバーで起こった出来事は、すべての「影」に影響を与え、それらの世界に反映される。
パターン（模様）
アンバー王族の血を引くものは、「パターン」と呼ばれる迷路のような幾何図形の上を歩み通すことで、自らの意思で真世界と影を自由に行き来することができるようになる。この「影を歩く」事を、地獄騎行（ヘルライド）と呼ぶ。パターンの中央からは任意の場所に移動することができる。アンバー、レブマ、ティルナ・ノグスに存在する。
トランプ
アンバーの王族一人一人が描かれたカードの揃いであり、タロットカードに近い性質を持つ。ドワーキンが製作し、アンバーの王族はそれぞれ1セットを与えられている（予備として複数持つものもいる）。この札を用いることで、札に描かれた相手と距離や影を越えてコンタクトすることが出来、双方が合意すれば相手のいる場所に瞬間移動することも出来る。札が活性を持っているときには札が冷たく感じる。
審判の宝石（しんぱんのほうせき、Jewel of Judgement）
アンバー王家に伝承される宝物のひとつであり、オベロンがユニコーンから与えられたと伝えられる、40から50カラットの巨大なルビー。パターンを通して同調すれば、気象操作が可能となり、兵器として用いることが出来る。
レブマ
アンバーの直接写像のひとつである水中都市。レブマ(Rebma)の呼び名は、アンバー(Amber)の逆読み。
ティルナ・ノグス
アンバーの直接写像のひとつである夢幻都市。アンバーに反射する月光で形成され、月光が陰ると消滅する。そのため非常脱出手段として、地上にトランプを持った者を配置する必要がある。コルヴァー山の最も高い尾根にある三段の石段から伸びる非現実的な階段から登ることが出来る。そこで起きることは現実となんらかの繋がりがあるものの、登ったものの願望や恐れなどが反映される。

## 主要な登場人物

### 王
オベロン(Oberon)
突如、行方不明となる。

### オベロンの息子の王子たち
コーウィン (Corwin)
主人公。「真世界アンバー」シリーズの語り手。黒髪、緑の目。象徴色は黒と銀。シンボルは銀のバラ。愛用の武器は“夜の剣”ことグレイスワンダー (Grayswandir)。アンバー王族の中でも注目に値する肉体再生能力を持つ。
ベネディクト (Benedict)
長兄。笑顔を見せない戦術家。アンバー最強の剣の使い手。今回の王座争いからは、自ら身を引いている。影のひとつアヴァロンをめぐる妖しの者との戦いで片腕を失う。茶色の髪、はしばみ色の目。
エリック (Eric)
コーウィンの実兄。オベロン王が行方不明になった後、アンバーの王を自称する。青い目。縮れたあごひげ。
ケイン (Caine)
ジェラードと共にアンバー海軍と幾千もの影相手の通商を指揮する。計算高い現実家。黒い目。象徴色は黒と緑。
ブレイズ (Bleys)
燃えるような赤髪、青い目。真っ赤なあごひげ。赤毛の三姉弟の一人。
ブランド (Brand)
魔術とパターンの知識に通じる。赤毛の三姉弟の一人。
ジュリアン (Julian)
礼儀正しいが冷徹で皮肉屋の狩人。アンバー外縁に位置するアーデンの森を守っている。黒髪、青い目。一見エナメルのように見える白い小札鎧を着る。
ジェラード (Gérard)
ケインとともにアンバー海軍を指揮する。ベネディクトともに王座争いからは身を引くものの一人。
ランダム (Random)
末弟。麦わら色の髪。とがった鼻。

### オベロンの娘の王女たち
デアドリ (Deirdre)
コーウィンが最も愛する妹。
フィオナ (Fiona)
魔術に優れた赤毛の三姉弟の一人。
ルウェラ (Llewella)
水中都市レブマ (Rebma) の血を引きレブマに住む。
フロリメル (Florimel)
通称フローラ (Flora)。金髪の美女。影のひとつである我々の地球に住んでおり、物語冒頭で記憶を失っていたコーウィンを援助する。

### その他
モイラ (Moire)
レブマの女王。
ドワーキン (Dworkin)
アンバーの宮廷画家。狂える魔法使い。パターンの作り手。実はオベロンの父。
ガネロン (Ganelon)
コーウィンの元重臣。裏切り行為を働いたため、影のひとつに追放されていた。
ランスロット (Lancelot)
ガネロンの騎士。
ダラ (Dara)
ベネディクトと鬼女リントラの曽孫娘を名乗り、コーウィンの前に度々現れる謎の美女。
ヴィアル (Vialle)
レブマ出身の盲目の女性でランダムの妻となる。
マーティン (Martin)
ランダムの息子。
マーリン (Merlin)
コーウィンとダラの息子。マーリン5部作の語り手。
ボレル (Borel)
混沌の宮廷の公爵にしてダラの剣の師。

## 作品リスト

### コーウィン5部作（作品リスト）
ハヤカワ文庫SF　岡部宏之訳
- 『アンバーの九王子』 (Nine Princes in Amber) 1970年
- 『アヴァロンの銃』 (The Guns of Avalon) 1972年
- 『ユニコーンの徴』 (Sign of the Unicorn) 1975年
- 『オベロンの手』 (The Hand of Oberon) 1976年
- 『混沌の宮廷』 (The Courts of Chaos) 1977年

### マーリン5部作（作品リスト）
未訳
- Trumps of Doom 1985年
- Blood of Amber 1986年
- Sign of Chaos 1987年
- Knight of Shadows 1989年
- Prince of Chaos 1991年

#### 短編
未訳
- Prolog to Trumps of Doom
- A Secret of Amber
- The Salesman's Tale
- Blue Horse, Dancing Mountains
- The Shrouding and The Guisel
- Coming to a Cord
- Hall of Mirrors

短編集『Seven Tales in Amber』に収録されている。

### Dawn of Amberシリーズ
真世界シリーズの数世紀前を舞台とするDawn of Amberシリーズが、ゼラズニイの死後、ゼラズニイ財団の許可のもとでジョン・グレゴリー・ベタンコートによって書かれている。
- The Dawn of Amber (2002)
- Chaos and Amber (2003)
- To Rule in Amber (2004)
- Shadows of Amber (2005)

## 後世への影響
ローグライクゲームの一つである『ZAngband』は本シリーズの世界観を取り入れている。